# Великодолинске
Великодолинске (на украински: Великодолинське) е селище от градски тип в Южна Украйна, Одески район на Одеска област. Основано е през 1802 година. Населението му е около 11 610 души.